# Caloto
Caloto è un comune della Colombia facente parte del dipartimento di Cauca.
Il centro abitato venne fondato da Sebástian de Belalcazar nel 1543.